# チョルティ語
チョルティ語（チョルティご、Chʼortiʼ）は、グアテマラ東端のチョルティ族によって話される言語で、マヤ語族のチョル語群に属する。

## 概要
チョルティ語はグアテマラのチキムラ県とサカパ県のいくつかの町で話されているが、ほかのマヤ語地域から隔絶し、周囲をスペイン語地域に囲まれている。隣接するホンジュラスにもコパン遺跡の周辺にチョルティ族が住んでいるが、チョルティ語は使われていない。
スペイン人の到来前、チョルティ族はモタグア川を利用してグアテマラ高地と低地の間の黒曜石とヒスイの交易にたずさわっていた。
スペイン植民地時代にはチョルティ語と近い関係にあるChʼoltiʼ語が話されていたが、18世紀後半に死語になった。
チョル語群の他の言語であるチョル語とチョンタル語はメキシコのチアパス州からタバスコ州にかけて話されており、チョルティ語が話される地域とは大きく隔たっているが、古典期において両者の中間にあたるマヤ低地で古代マヤ文明が繁栄した。古典期マヤ碑文がチョル語群の言語で書かれていることは早く1950年にジョン・エリック・シドニー・トンプソンが主張し、2000年にスティーヴン・ハウストンらはチョルティ語のような東部チョル語に近い言語で書かれていると主張した。マヤ碑文に記されている古典マヤ語がチョル語群の言語に近いことは概ね認められているが、それがハウストンらの言うほど統一的な言語であったかどうかについては疑問も提出されている。なお古代マヤの遺跡の集中するペテン県には主にケクチ族が住んでいるが、これは19世紀後半以降の現象である。
UNESCOの危機に瀕する言語の分類ではグアテマラのチョルティ語を「危険」(definitely endangered)、ホンジュラスのチョルティ語については話者数をエスノローグが10人、Ramón D. Rivasの1993年の著書では58人としているとして「極めて深刻」な危機にある言語に含めている。

## 音声
以下の子音がある。
|        | 両唇音   | 歯茎音   | 後部歯茎音 | 硬口蓋音 | 軟口蓋音 | 声門音 |
| ------ | -------- | -------- | ---------- | -------- | -------- | ------ |
| 破裂音 | p (b) bʼ | t (d) tʼ |            |          | k (g) kʼ | ʼ      |
| 破擦音 |          | tz tzʼ   | ch chʼ     |          |          |        |
| 摩擦音 |          | s        | x          |          |          | j      |
| 鼻音   | m        | n        |            |          |          |        |
| 流音   |          | l r      |            |          |          |        |
| 半母音 | w        |          |            | y        |          |        |

b dはスペイン語からの借用語に使用される。gはスペイン語からの借用語のほかwの異音としても出現する。jは無声声門摩擦音[h]である。
歴史的にlだった音の多くはrに変化しているが、lがまったくなくなったわけではない。rとlのどちらでもよい場合も多い。
母音はa e i o uのみで、長短の区別はない。

## 文法
チョルティ語はほかのマヤ語と同様に能格言語だが、人称接辞にA型（能格）とB型（絶対格）に加えてC型があるところに特徴がある。マヤ語族でC型接辞を持っているのはチョルティ語だけである。チョルティ語は相を条件とする分裂能格言語であり、完全相ではA型の接辞が他動詞の主語(A)、B型の接辞が他動詞の目的語(O)と自動詞の主語(S)を標示するが、不完全相では自動詞の主語(S)がB型ではなくC型の接辞で標示される。
| 人称       | A型       | B型  | C型       |
| ---------- | --------- | ---- | --------- |
| 一人称単数 | in-/ni-   | -en  | in-       |
| 二人称単数 | a-        | -et  | i-        |
| 三人称単数 | u-        | -∅   | a-        |
| 一人称複数 | ka-       | -on  | ka-       |
| 二人称複数 | i-        | -ox  | ix-       |
| 三人称複数 | u- … -obʼ | -obʼ | a- … -obʼ |

基本的な語順はSVO型である。

## 関連文献
- Pérez Martínez, V. (1994). Gramática del idioma Ch’orti’. Antigua, Guatemala: Proyecto Lingüístico Francisco Marroquín